# Schlacht von Aba
 Aba – Dschebel Gedir I – Sennar I – Dschebel Gedir II – al-Ubayyid I – al-Ubayyid II – Sennar II – Sinkat – El Teb I – Scheikan – El Teb II – El Teb III – Tamanieh – Khartum – Abu Klea – Gallabat – Toski – Firket – Atbara – Omdurman – Umm Diwaykarat
Die Schlacht von Aba am 12. August 1881 war die erste Schlacht des Mahdi-Aufstandes. Bei dem Versuch, den selbst ernannten Mahdi, Muhammad Ahmad, auf der Insel Aba festzunehmen, wurden die ägyptischen Truppen durch dessen Anhänger (Ansar) vertrieben.

## Hintergrund
Am 29. Juni 1881 verschickte der faki Muhammad Ahmad Briefe an sudanesische Scheichs, in denen er sich zum Mahdi erklärte und zum Kampf gegen die osmanisch-ägyptische Administration aufrief. Der ägyptische Generalgouverneur (hikimdar) von Sudan, Rauf Pascha, wurde über die Agitation von einem regierungstreuen Scheich informiert, sah aber hierin nur den Ausdruck eines lokalen religiösen Missfallens und entsandte daher zwei Religionsgelehrte (alim) nach Aba (einer Insel im Weißen Nil nördlich von Kusti und Rabak), dem Aufenthaltsort von Muhammad Ahmad. Nachdem die Gelehrten die Absicht von Muhammad Ahmad bestätigten, entsandte Rauf Pascha am 6. August seinen Ziviladjutanten (muawin) Abu Saud Bey um Muhammad Ahmad dazu zu bewegen, zu ihm in die Provinzhauptstadt Khartum zu kommen, um sich zu erklären. Muhammad Ahmad lehnte ab, weshalb Rauf Pascha nach dessen Rückkehr erneut seinen Adjutanten entsandte, diesmal begleitet von 2 Kompanien Soldaten (200 Mann) und mit dem Auftrag, Muhammad Ahmad festzunehmen.

## Verlauf
Die Expedition erreichte die Insel am frühen Morgen des 12. August. Zwischen Abu Saud Bey und dem Militärkommandeur Ali Effendi entstand ein Streit über das weitere Vorgehen: Abu Saud Bey wollte den nächsten Morgen abwarten, um Muhammad Ahmad die Möglichkeit zu geben, freiwillig mitzukommen. Ali Effendi ignorierte den Vorschlag von Abu Saud Bey und schickte sich an, die Festnahme mit den Soldaten sogleich durchzuführen. Muhammad Ahmad war allerdings vorgewarnt worden und hatte die umliegenden Stämme der Dighaym, der Husunat und der Fallata sowie seine Anhänger in Aba mobilisiert, die sich außerhalb des Dorfes im dichten Gebüsch versteckten. Ali Effendi drang in die Hütte von Muhammad Ahmad ein und erschoss einen dort befindlichen Mann, den er für Muhammad Ahmad hielt. Darauf verließen Muhammad Ahmad und seine Anhänger, die lediglich mit Steinen, Wurfhölzern und Knüppeln bewaffnet waren, ihr Versteck und überfielen die völlig überraschten ägyptischen Soldaten. Die in Panik geratenen Ägypter flohen zum Dampfschiff, mit dem sie zur Insel transportiert worden waren. Von dort versuchten die Ägypter die Ansar zu beschießen, zogen sich aber am Morgen des Folgetages mit ihrem Schiff zurück.

## Folgen
Muhammad Ahmad konnte den Sieg propagandistisch nutzen, um seinen Anspruch als Mahdi zu bekräftigen und neue Anhänger zu gewinnen. So zog er Parallelen zur Schlacht von Badr, der ersten Schlacht des Propheten Mohammed: Nicht nur hatten er und Mohammed ungefähr die gleiche Anzahl an Mitstreitern, sondern es fielen auch beide Schlachten auf den 17. Ramadan. Bestimmte Ereignisse und Umstände während der Schlacht erklärte er zu Wundern: Beispielsweise sei er vor der versuchten Festnahme vom Propheten gewarnt worden. Die Flucht von Aba setzte er mit der Hidschra gleich.
Ein erneuter Versuch der Festnahme auf Aba scheiterte ebenfalls. Rauf Pascha entsandte diesmal den Provinzialgouverneur (mudir) von Kordofan Muhammad Said Pascha. Allerdings waren bei Ankunft der Expedition Muhammad Ahmad und seine Anhänger bereits in das Nuba-Gebirge geflohen, wo sie am Fuße des Dschebel Gedir (ein Berg) ein neues Lager errichteten. Versuche, Muhammad Ahmad dort zu stellen, schlugen fehl: Die Ägypter wurden dort am 9. Dezember 1881 und am 7. Juni 1882 in der Ersten bzw. Zweiten Schlacht von Dschebel Gedir vernichtend geschlagen. Darauf begann Muhammad Ahmad die Eroberung der Provinz Kordofan. Als der ägyptischen Regierung  Anfang 1882 das Ausmaß des Mahdi-Aufstandes offenbar wurde, wurde Rauf Pascha mildes und zögerliches Vorgehen vorgeworfen und er aus diesem Grund als Generalgouverneur des Sudan abgesetzt.